# Rohrenfels

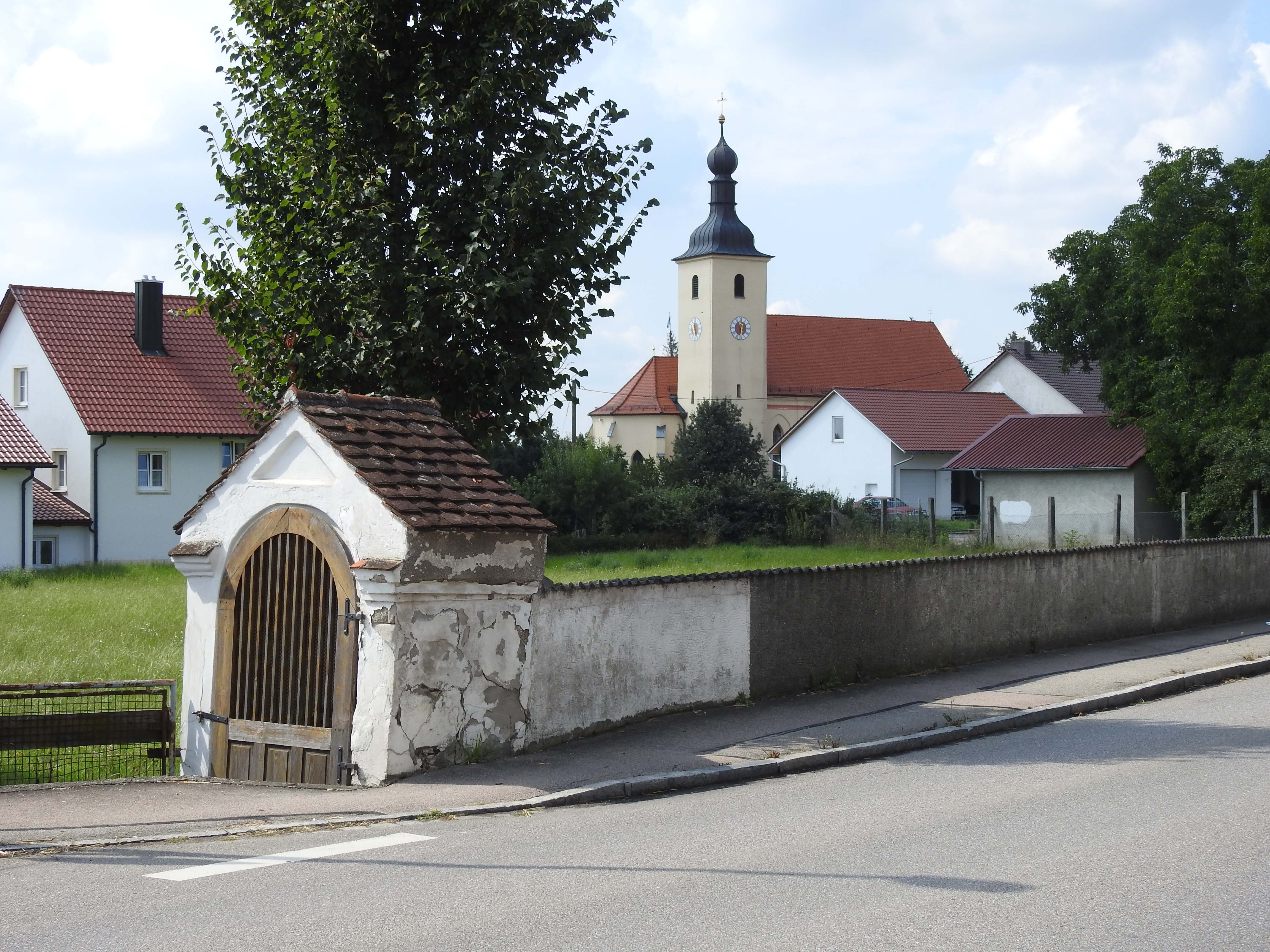
Wegkapelle und Pfarrkirche in Rohrenfels

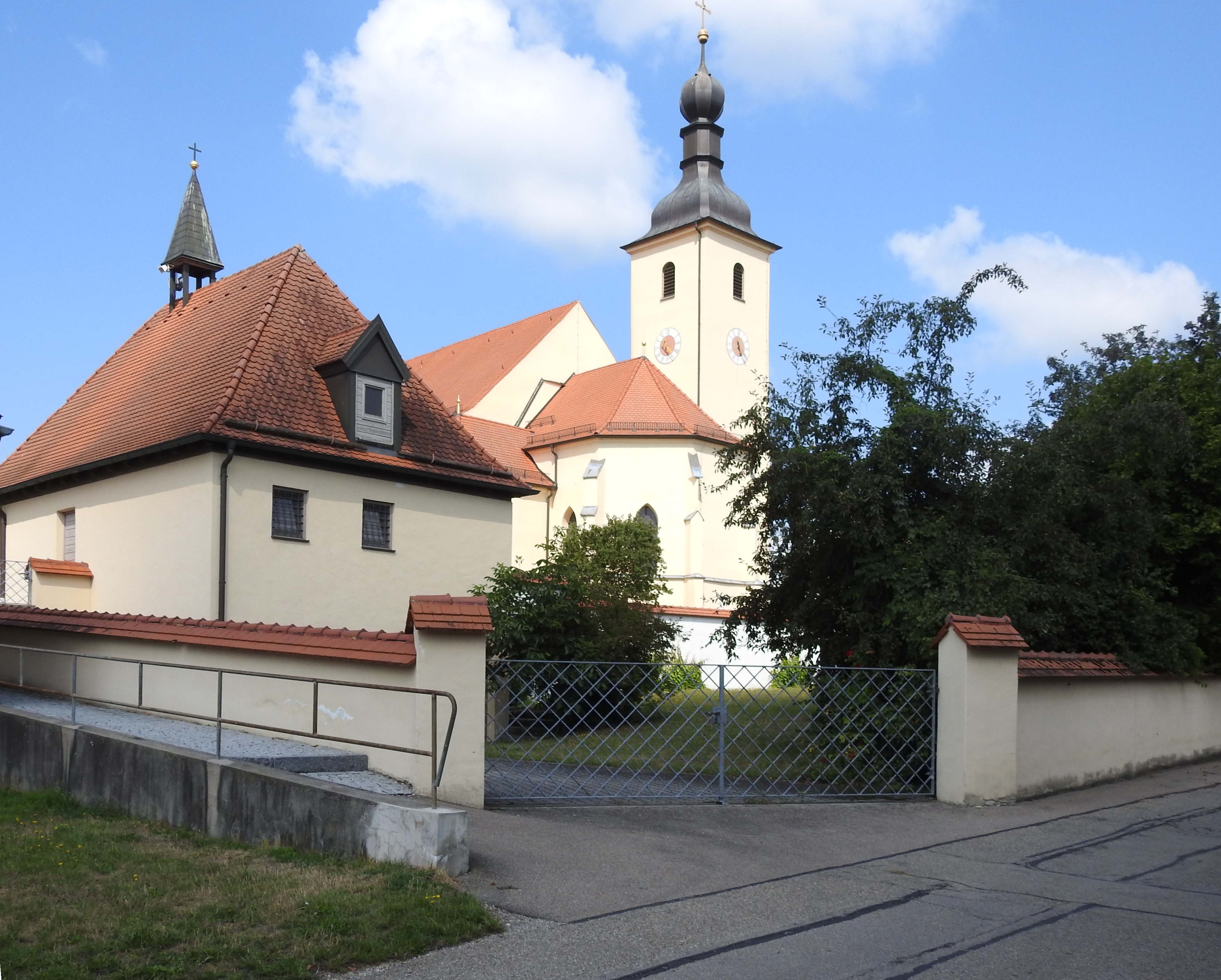
Pfarrkirche in Rohrenfels

Rohrenfels ist eine Gemeinde im oberbayerischen Landkreis Neuburg-Schrobenhausen. Die Gemeinde ist Mitglied der Verwaltungsgemeinschaft Neuburg an der Donau.

## Geografie

### Lage
Die Gemeinde liegt in der Planungsregion Ingolstadt, sechs Kilometer südlich von Neuburg an der Donau.

### Gemeindegliederung
Es gibt zehn Gemeindeteile (in Klammern ist der Siedlungstyp angegeben):
- Baiern (Kirchdorf)
- Ballersdorf (Dorf)
- Doferhof (Einöde)
- Ergertshausen (Dorf)
- Fesenmühle (Einöde)
- Isenhofen (Dorf)
- Krellesmühle (Einöde)
- Neustetten (Weiler)
- Rohrenfels (Pfarrdorf)
- Wagenhofen (Pfarrdorf)

Es gibt die drei Gemarkungen Ballersdorf, Rohrenfels und Wagenhofen.

### Nachbargemeinden
- Königsmoos
- Neuburg an der Donau
- Oberhausen

## Geschichte

### Bis zur Gemeindegründung
Die Kirche zu Rohrbach (erst ab ca. 1300 als Rohrenfels bezeichnet) wurde 1214 erstmals erwähnt. Rohrenfels gehörte ab 1505 zum damaligen Herzogtum Neuburg-Sulzbach und dessen Gericht Neuburg; seit 1777 war das Gebiet Teil des Kurfürstentums Bayern. Schloss Rohrenfels war ein Hofmarksitz, der von 1618 bis 1832 im Besitz der Familie Taxis war. Im Zuge der Verwaltungsreformen in Bayern entstand mit dem Gemeindeedikt von 1818 die Gemeinde Rohrenfels mit Baiern, Fesenmühle, Isenhofen und Krellesmühle.

### Eingemeindungen
Im Zuge der Gebietsreform in Bayern wurden am 1. Mai 1978 die Gemeinden Ballersdorf und Wagenhofen (mit Doferhof, Ergertshausen und Neustetten) eingegliedert.

### Einwohnerentwicklung
Zwischen 1988 und 2019 wuchs die Gemeinde von 1077 auf 1548 um 471 Einwohner bzw. um 43,7 % an.
- 1961: 1002 Einwohner
- 1970: 0984 Einwohner
- 1987: 1057 Einwohner
- 1991: 1278 Einwohner
- 1995: 1379 Einwohner
- 2000: 1373 Einwohner
- 2005: 1509 Einwohner
- 2010: 1512 Einwohner
- 2015: 1496 Einwohner
- 2016: 1532 Einwohner
- 2019: 1548 Einwohner[5]

## Politik
Bei den Kommunalwahlen in Bayern 2020 wurde ohne Mitbewerber mit 87,8 % Manuela Heckl (Dorfgemeinschaft Rohrenfels) zur Ersten Bürgermeisterin gewählt; ihre Amtszeit begann am 1. Mai 2020. Vorgänger war in der Amtszeit 2014 bis April 2020 Wigbert Kramer (CSU). Er war der Nachfolger von Karin Schäfer (Dorfgemeinschaft Rohrenfels, 2002–2014) beziehungsweise Herbert Heckl (CSU, bis 2002).
In der Wahlperiode von 2014 bis 2020 sind die Parteien und Wählergruppen wie folgt im Gemeinderat vertreten:
- CSU: fünf Sitze
- Dorfgemeinschaft Rohrenfels: drei Sitze
- Freie Wähler Wagenhofen-Ballersdorf: vier Sitze

In der Wahlperiode von 2020 bis 2026 erhielten die drei Wahlvorschläge jeweils vier Sitze im Gemeinderat; es sind dies:
- CSU
- Dorfgemeinschaft Rohrenfels
- Freie Wähler Wagenhofen-Ballersdorf

## Wappen
| Wappen Gde. Rohrenfels | Blasonierung: „Geteilt; oben in Rot ein silberner Dachs; unten über von Gold und Blau gespaltenem Wellenschildfuß gespalten von Schwarz und Silber.“ |
| Wappen Gde. Rohrenfels | Wappenbegründung: Die Wappenfarben Schwarz-Gelb (für Pfalz-Neuburg) und Weiß-Blau (für das Herzogtum Bayern) in der unteren Schildhälfte weisen auf die historischen Zugehörigkeiten hin. Das Grundmuster ist eine Abwandlung des Wappens der früheren Rohrenfelser Hofmarksherren, der Herren von Parsberg, die einen geteilten und im unteren Teil wiederum gespaltenen Schild mit den Feldfarben Rot-Schwarz-Weiß führten. Aus dem Taxis-Wappen stammt der Dachs. Die Wellenteilung der unteren Schildhälfte nimmt Bezug auf den Mühlbach (früher Rohrbach, entsprechend dem früheren Ortsnamen). |

## Baudenkmäler
- Pfarrkirche Mariä Heimsuchung in Rohrenfels
- Pfarrkirche Sankt Martin in Wagenhofen
- Kirche St. Andreas in Baiern
- Schloss Rohrenfels

## Wirtschaft und Infrastruktur

### Arbeitsplätze
Im Jahre 2017 gab es in der Gemeinde 168 sozialversicherungspflichtige Arbeitsplätze. Von der Wohnbevölkerung standen 721 Personen in einem versicherungspflichtigen Beschäftigungsverhältnis. Damit war die Zahl der Auspendler um 553 Personen größer als die der Einpendler. 16 Einwohner waren arbeitslos.

### Land- und Forstwirtschaft
Im Jahre 2016 gab es 36 landwirtschaftliche Betriebe, die eine Fläche von 1008 ha bewirtschafteten. Der Waldanteil an der Gemeindefläche ist 5,9 %.

### Verkehr
Durch den Hauptort verläuft die Staatsstraße 2035 von Neuburg nach Augsburg. Mit dieser Straße, die den Gemeindeteil Wagenhofen tangiert, hat die Gemeinde in vier Kilometer Entfernung einen Anschluss an die Bundesstraße 16. In Wagenhofen zweigt aus der Staatsstraße 2035 die Staatsstraße 2046 ab, die in Richtung Stengelheim führt und weiter mit Schrobenhausen verbindet.

### Bildung
Es gibt folgende Einrichtungen (Stand: 1. März 2018):
- Kindergarten „St. Elisabeth“, Neubau von 2009, mit 50 Kindergarten- und zwölf Krippenplätzen. Betreut werden 59 Kinder.